# Sit de les artemises
El sit de les artemises o sit de Nevada (Artemisiospiza nevadensis) és un ocell de la família dels passerèl·lids (Passerellidae).

## Descripció
Es perxa visiblement quan canta, altrament es manté baix i ocult. Sovint es desplaça pel terra amb la cua aixecada.
És de color marró amb el cap gris, més pàl·lid que el sit de Bell amb el patró de la cara lleugerament diferent. Té el cap gris relativament pàl·lid amb anell ocular blanc, punt blanc davant de l'ull i el bigoti blanc vorejat per una línia fosca fina. Flancs foscos amb ratlles difuses; ventre i pit blancs. A l'hivern es pot trobar barrejar amb el sit de Bell. El cant és una barreja de notes “mecàniques” i musicals, més lent que el del sit de Bell.

## Hàbitat i distribució
Com el propi cognom indica, el sit de les artemises està vinculat a hàbitats d'artemísies, encara que també es poden trobar a rodals arbustius de sàlvia, chamizo (Adenostoma fasciculatum) i altres arbustos baixos de l'interior àrid de l'oest. Habita matolls i arbusts dels Estats Units, des del centre de  Washington, est d'Oregon, sud d'Idaho, sud-oest de Wyoming i nord-oest de Colorado cap al sud fins al sud de Nevada, sud-oest d'Utah, nord-est d'Arizona i nord-oest de Nou Mèxic.
L'espècie es reprodueix a l'interior de l'oest dels Estats Units (entre les Muntanyes Rocoses i la serralada americana, com ara la serralada de les Cascades). Passa l'hivern als estats de la frontera mexicana i al nord de Sonora i Chihuahua.

## Població
Tot i que el nombre de sit de les artemises en general és alt, es poden esperar que disminucions significatives de l'hàbitat de l'artemísia a l'oest impliqui una disminució de les poblacions en un futur proper.

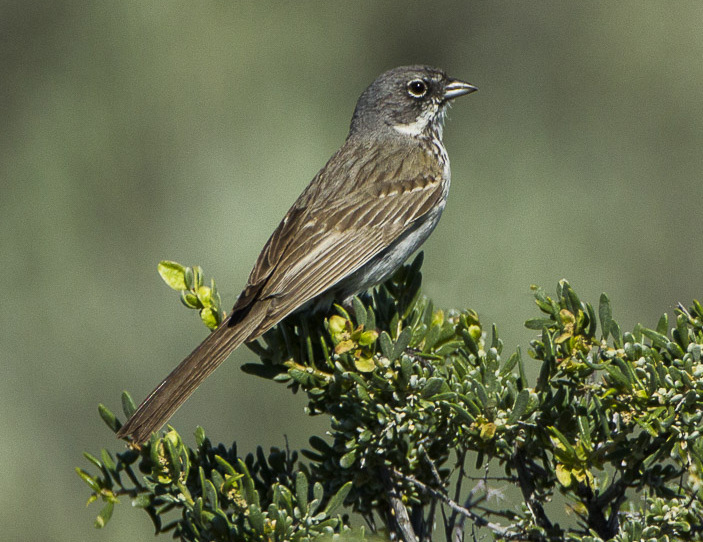
Sit de les artemises fotografiat a Malheur (NWR) - Oregon.

Al ser molt similar al sit de Bell, antigament es consideraven coespecífics i es coneixia com el sit de Bell abans que diferents estudis moleculars recolzessin ser separats cosa que va fer la Societat Ornitològica Americana l'any 2013 (proposta 2013-A-8).